# Коркове дерево (пам'ятка природи)
Ко́ркове де́рево — ботанічна пам'ятка природи місцевого значення в Україні. Розташована в межах міста Вижниця Чернівецької області, на вул. Українській, 25. 
Площа 0,003 га. Статус надано згідно з рішенням 12-ї сесії обласної ради XXIV скликання від 17.12.2003 року № 179-12/03. Перебуває у віданні: Вижницька міська рада. 
Статус надано з метою збереження одного дерева оксамиту амурського (коркового дерева) віком понад 70 років. Відомо, що до 2015 року дерево було спиляно — залишився пень, з якого проросли молоді пагони. Висота дерева становила бл. 15 м, діаметр стовбура бл. 40 см. 